# Lydia Emerencia
Lydia Angela Emerencia (Aruba, 1954) is een Nederlands wetenschapper, bestuurder en politica. Van 2012 tot 2014 was zij gezaghebber van Bonaire.

## Biografie
Emerencia werd geboren op Aruba. Ze heeft twee doctorstitels, een van de Universiteit Utrecht en een van de  Radboud Universiteit Nijmegen.  Na oprichting in 1990 van het Instituto Pedagogico Arubano (IPA), een openbaar opleidingsinstituut, op HBO-niveau, voor leraren in het kleuter-, basis- en voortgezet onderwijs, werd zij daar tewerkgesteld, eerst als docent en later als directeur. Van 2002 tot 2010 was zij rector aan de Universiteit van Aruba en werd daar in 2010 directeur van het centrum voor onderzoek en ontwikkeling.
Op 1 april 2012 trad ze aan als gezaghebber van Bonaire. Haar vader werd geboren op Bonaire en ze heeft daar nog familie wonen. Eind november 2013 diende ze haar ontslag in, nadat er een motie van wantrouwen tegen haar werd aangenomen. Ze bleef uiteindelijk nog aan tot 1 maart 2014. Edison Rijna nam (aanvankelijk waarnemend) haar taken op 1 maart over.
In augustus 2014 begon ze aan een functie als interim-directeur van de SGB (Scholengemeenschap Bonaire). Hier werd het haar taak om de kwaliteit van verschillende afdelingen op Nederlands niveau te brengen. De vanuit Den Haag opgelegde vernieuwingen brachten veel onrust teweeg onder de medewerkers. Op 3 maart 2016 legde ze hier kort voor het einde van haar termijn haar functie neer.
Sedert 2012 is zij namens Bonaire bestuurslid van het Cultuurfonds, afdeling Caribisch Gebied.